# Uruguays herrlandslag i futsal
Uruguays herrlandslag i futsal representerar Uruguay i futsal för herrar. Laget styrs av Uruguays fotbollsförbund, Asociación Uruguaya de Fútbol.

## Meriter

### Världsmästerskapet i FIFA futsal
| År   | Värdland         | Placering |
| ---- | ---------------- | --------- |
| 1989 | Nederländerna    | deltog ej |
| 1992 | Hongkong         | deltog ej |
| 1996 | Spanien          | 6:a       |
| 2000 | Guatemala        | 9:a       |
| 2004 | Kinesiska Taipei | deltog ej |
| 2008 | Brasilien        | 17        |
| 2012 | Thailand         |           |

### Copa América - FIFA Futsal
| År   | Värdland  | Placering    |
| ---- | --------- | ------------ |
| 1964 | Paraguay  | -            |
| 1969 | Paraguay  | 4:a          |
| 1971 | Brasilien | Silvermedalj |
| 1973 | Uruguay   | Silvermedalj |
| 1975 | Argentina | Silvermedalj |
| 1976 | Uruguay   | Bronsmedalj  |
| 1977 | Brasilien | 4:a          |
| 1979 | Colombia  | Silvermedalj |
| 1983 | Uruguay   | Bronsmedalj  |
| 1986 | Argentina | 4:a          |
| 1989 | Brasilien | Bronsmedalj  |
| 1992 | Brasilien | gruppspel    |
| 1995 | Brasilien | Bronsmedalj  |
| 1996 | Brasilien | Silvermedalj |
| 1997 | Brasilien | 4:a          |
| 1998 | Brasilien | Bronsmedalj  |
| 1999 | Brasilien | 4:a          |
| 2000 | Brasilien | Bronsmedalj  |
| 2003 | Paraguay  | 4:a          |
| 2008 | Uruguay   | Silvermedalj |